# Håkan Roswall (åklagare)

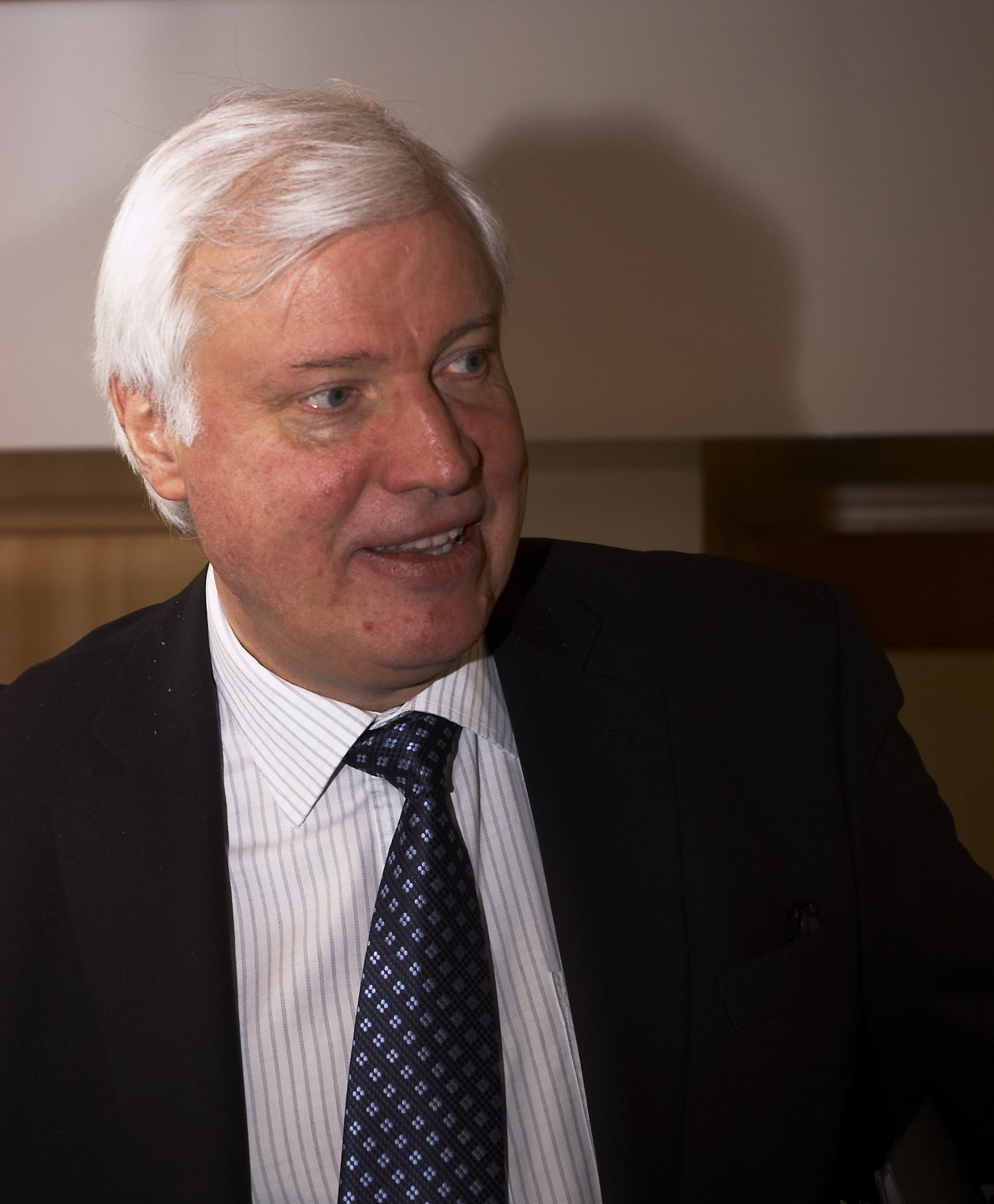
Håkan Roswall, 2009.

Gunnar Per Håkan Roswall, född 9 maj 1947 i Fosie, är en pensionerad svensk åklagare. Han är i pressen omtalad som åklagare 1987, som kammaråklagare 1998 till 2010, It-åklagare 2001 och chefsåklagare 2016 och var aktiv åklagare ännu 2018. 
Roswall rönte stor massmedial uppmärksamhet i samband med razzian mot PRQ 2006,och åklagare i den så följande Pirate Bay-rättegången. 2010 var han åklagare i åtalet mot polischef Göran Lindberg.

## Uppmärksammade fall i IT relaterade brott

### Förundersökningen mot Reuters
Roswall ledde 2002–2003 en förundersökning mot nyhetsbyrån Reuters efter att en reporter laddat ner Intentias kvartalsrapport från programvaruföretagets webbplats, där rapporten fanns tillgänglig ett par timmar innan den officiellt tillkännagavs. Intentia polisanmälde händelsen, och en förundersökning angående dataintrång inleddes. Förundersökningen lades ner, då det inte gick att bevisa brottsligt uppsåt.

### Upphovsrättsmålet i Sollentuna
I oktober 2005 var Roswall åklagare i ett upphovsrättsmål mot en 27-årig man från Sollentuna kommun som erkänt att han föregående år delat ut filmen Den tredje vågen på Internet via Direct Connect. Åklagaren yrkade på villkorlig dom, vilket gjorde utslaget principiellt viktigt för polisens möjligheter att inhämta bevisning från Internetleverantörer i liknande fall. Domen från Sollentuna tingsrätt blev dock böter. Roswall överklagade domen, men Svea hovrätt nekade prövning i april 2006. Efteråt efterlyste Roswall en lagändring liknande det som kom att bli Ipred-lagen för att "kunna komma åt enskilda individer." Han framförde även samma krav 2007, då med hänvisning till mobbning på Internet.

### Kavkaz Center
I maj 2006 ledde Roswall en förundersökning till följd av en polisanmälan från Rysslands ambassad i Stockholm angående misstanke om uppvigling i diskussionsinlägg på några av de ryskspråkiga sidorna på Kavkaz Center, en separatistisk, antirysk webbplats om kriget i Tjetjenien. På beslut av åklagaren genomförde Rikskriminalpolisen den 5 maj en husrannsakan hos webbhotellet PRQ där webbplatsens två servrar, tillhörande Mikael Storsjö, togs i beslag. Enligt Storsjö hävdade Roswall att servrarna behövdes för att spåra upphovsmännen till webbplatsens innehåll, uppgifter som Storsjö befarade skulle lämnas till den ryska säkerhetstjänsten FSB. Storsjö beskrev Kavkaz Center som en nyhetsbyrå med grundlagsskyddad yttrandefrihet och anmälde beslaget till justitiekanslern. JK nekade dock prövning under pågående brottsutredning. Webbplatsen sattes åter i drift på en ny server den 9 maj, och Storsjö anordnade utgivningsbevis. Den 31 maj togs dock även denna server i beslag i samband med den husrannsakan mot PRQ som föregick Pirate Bay-rättegången. Förfarandet vid den senare husrannsakan granskades av justitieombudsmannen på eget initiativ av chefs-JO Mats Melin, som dock inte fann anledning att utfärda någon kritik i frågan.